# 배정환
배정환(裵正煥, 1960년 12월 28일 ~ )은 대한민국의 제5·6대 경상남도 김해시의원이다.

## 학력
- 김해고등학교 졸업
- 동아대학교 경영학 학사 졸업

## 경력
- 민주평화통일자문회의 자문위원
- 최철국 국회의원 보좌관
- 민주당 경상남도당 지방자치위원회 위원장
- 김해발전연구소 지역경제특별위원회 위원장
- 2006.07 ~ 2010.06 제5대 김해시의회 의원
- 2010.07 ~ 2011.08 제6대 김해시의회 의원
- 2010.07 ~ 2011.08 제6대 김해시의회 전반기 의장

## 역대 선거 결과
|  | 22.12% |

|  | 33.69% |